# Саря
Саря (лит. Saria) — река в восточной части Литвы, протекающая по территории Швенчёнского района. Левый приток Жеймяны. Длина реки составляет 27,9 км, площадь водосборного бассейна — 139 км². Средний расход воды в устье 0,81 м³/с.
Река берёт начало в 3 километрах к юго-западу от Швенчёниса. Течет в юго-западном направлении. Протекает через озера Пяршаукштис и Саряй. Пересекает автомобильную дорогу 102. Протекает через село Саряй, затем меняет направление на южное. Через три километра река вновь поворачивает на запад. В деревне Зернелишке Саря впадает в Жеймену. Основные притоки Сари — Карвине (лит. Karvinė) и Юодупе (лит. Juodupė).